# تاكسيارشيس فونتاس
تاكسيارشيس فونتاس (باليونانية: Ταξιάρχης Φούντας)‏ (4 سبتمبر 1995 بميسولونغي في اليونان - ) هو لاعب كرة قدم يوناني في مركز الوسط. شارك مع منتخب اليونان تحت 17 سنة لكرة القدم ومنتخب اليونان تحت 19 سنة لكرة القدم ومنتخب اليونان تحت 20 سنة لكرة القدم ومنتخب اليونان تحت 21 سنة لكرة القدم ومنتخب اليونان لكرة القدم. أما مع النوادي، فقد لعب مع أيك أثينا ونادي أستيراس تريبوليس ونادي بانيونيوس ونادي ريد بل سالزبورغ ونادي غروديغ ونادي ليفيرينج وأتلاتيك أنوسيس قسطنطينبولس ‏ وPanionios G.S.S. ‏.

## وصلات خارجية
- تاكسيارشيس فونتاس على موقع الاتحاد الأوربي (الإنجليزية)
- تاكسيارشيس فونتاس على موقع الدوري الأمريكي (الإنجليزية)
- تاكسيارشيس فونتاس على موقع إي إس بي إن إف سي (الإنجليزية)
- تاكسيارشيس فونتاس على موقع قاعدة بيانات كرة القدم.إي يو (الإنجليزية)
- تاكسيارشيس فونتاس على موقع ناشيونال فوتبول تيمز (الإنجليزية)
- تاكسيارشيس فونتاس على موقع Soccerway.com (الإنجليزية)
- تاكسيارشيس فونتاس على موقع عالم كرة القدم.نت (الإنجليزية)
- تاكسيارشيس فونتاس على موقع AS.com (الإسبانية)